# Schapbachite
La schapbachite è un minerale.